# Tika Sumpter
Tika Sumpter (nacida Euphemia LatiQue Sumpter; 20 de junio de 1980) es una actriz, modelo, presentadora de televisión y cantante estadounidense.

## Biografía
Sumpter empezó su carrera como presentadora en el programa de telerrealidad de TeenNick Best Friend's Date (2004–2005) y en 2005 interpretó el papel de Layla Williamson en la popular serie de televisión dramática One Life to Live, donde formó parte del elenco regular hasta el año 2010. Ese mismo año, Sumpter debutó en el cine con un papel en el musical Stomp the Yard: Homecoming. Más adelante, interpretó a Raina Thorpe en Gossip Girl y a Jenna Rice en The Game.
Realizó papeles de reparto en las películas What's Your Number? (2011) y Think Like a Man (2012), antes de protagonizar Sparkle (2012) y A Madea Christmas (2013). En 2013, Sumpter comenzó a interpretar el papel de Candace Young, personaje principal en la telenovela The Haves and the Have Nots. Otros de sus papeles importantes incluyen a Angela Payton en las comedias Ride Along (2014) y Ride Along 2 (2016), Yvonne Fair en el biopic Get On Up (2014) y Michelle Robinson Obama en la comedia romática Southside with You (2016).
En 2020 interpretó a la doctora Maddie Wachowski en la cinta Sonic, la película, basada en la serie de videojuegos del mismo nombre.

## Filmografía

### Cine
| Año  | Título                     | Papel                   | Notas              |
| ---- | -------------------------- | ----------------------- | ------------------ |
| 2009 | Brooklyn's Finest          | Vecina                  |                    |
| 2010 | Stomp the Yard: Homecoming | Nikki                   |                    |
| 2010 | Salt                       |                         |                    |
| 2011 | Whisper Me a Lullaby       | Emma                    |                    |
| 2011 | What's Your Number?        | Jamie                   |                    |
| 2012 | Think Like a Man           | Exnovia de Dominic      |                    |
| 2012 | Sparkle                    | Delores "Dee" Anderson  |                    |
| 2013 | A Madea Christmas          | Lacey                   |                    |
| 2014 | Ride Along                 | Angela Payton           |                    |
| 2014 | My Man Is a Loser          | Clarissa                |                    |
| 2014 | Get On Up                  | Yvonne Fair             |                    |
| 2015 | You Never Left             | Euphemia                | Cortometraje       |
| 2016 | Ride Along 2               | Angela Payton-Barber    |                    |
| 2016 | Southside with You         | Michelle Robinson Obama | También productora |
| 2018 | The Old Man & the Gun      | Maureen                 |                    |
| 2018 | Nobody's Fool              | Danica                  |                    |
| 2019 | Decisión extrema           | Elizabeth “Libby” Lamm  |                    |
| 2019 | The Nomads                 | Cassey McNamara         |                    |
| 2020 | Sonic, la película         | Maddie Wachowski        |                    |
| 2022 | Sonic 2, la película       | Maddie Wachowski        |                    |
| 2024 | The Underdoggs             | Cherise                 |                    |
| 2024 | Sonic 3, la película       | Maddie Wachowski        |                    |

### Televisión
| Año           | Título                            | Papel            | Notas           |
| ------------- | --------------------------------- | ---------------- | --------------- |
| 2004–2005     | Best Friend's Date                | Ella misma       | Presentadora    |
| 2005–2011     | One Life to Live                  | Layla Williamson | 234 episodios   |
| 2006          | Law & Order: Special Victims Unit | Vegas            | 1 episodio      |
| 2011          | Gossip Girl                       | Raina Thorpe     | 11 episodios    |
| 2011–2012     | The Game                          | Jenna Rice       | 10 episodios    |
| 2013          | Being Mary Jane                   | Tonya            | 1 episodio      |
| 2013–presente | The Haves and the Have Nots       | Candace Young    | Reparto regular |
| 2015          | Bessie                            | Lucille          | Telefilme       |
| 2018          | Final Space                       | Quinn            | Serie animada   |
| 2024          | Knuckles                          | Maddie Wachowski | 1 episodio      |